# Bête à sept têtes
La Bête à sept têtes est un type de monstre de légende qui se retrouve, sous des formes différentes (souvent un dragon ou un serpent à sept têtes) dans de nombreuses religions, mythologies et traditions à travers le monde. Dans plusieurs traditions, lorsqu'une tête est tranchée, elle repousse en un ou plusieurs exemplaires.
On retrouve la bête à sept têtes notamment dans la mythologie chrétienne (la Bête de l'Apocalypse), la mythologie hindoue (le nâga), la mythologie libyque (la Talafsa), la mythologie basque (Herensugue), ainsi que dans des contes populaires de divers pays (Afrique du Nord, Europe et Canada, etc.).

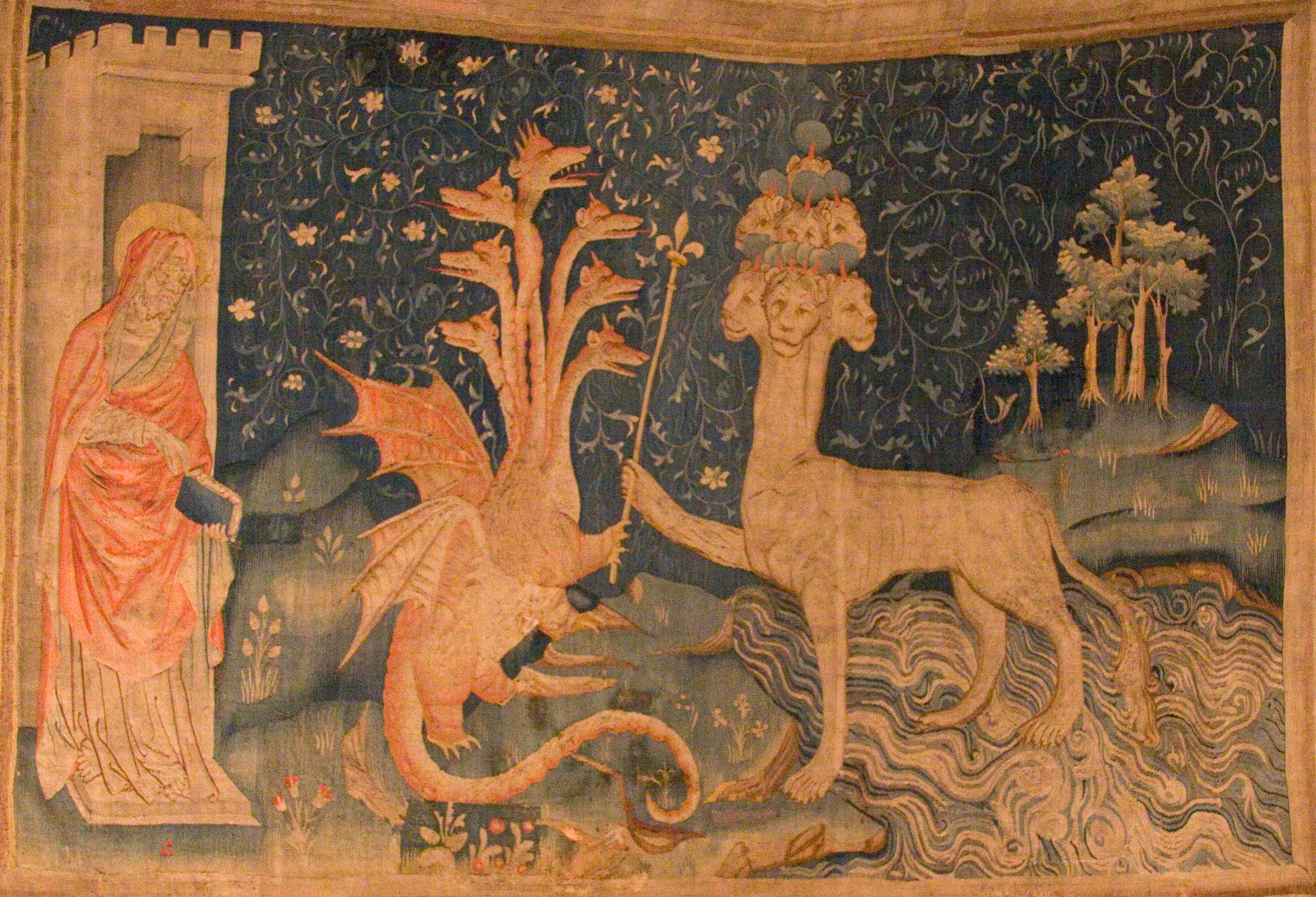
La Bête de la Mer, tapisserie de l'Apocalypse, château d'Angers.

L'hydre de Lerne popularisée par la mythologie grecque possède quant à elle un nombre indéfini de têtes, puisque celles-ci repoussent en double quand on en coupe une.

## Christianisme
Dans la tradition chrétienne, c'est un autre nom de la Bête de l'Apocalypse. Selon l'Apocalypse (Ap 17. 9), ses sept têtes sont les sept collines [de Rome] mais aussi, simultanément, sept rois successifs, identifiés de façon variables par les innombrables commentateurs de ce texte.
Dans le christianisme gnostique les sept têtes de la Bête sont l'expression vivante des sept péchés capitaux. La Bête est chevauchée et domptée par sainte Marie Madeleine qui symbolise ainsi la domination des passions et des vices.

## Hindouisme

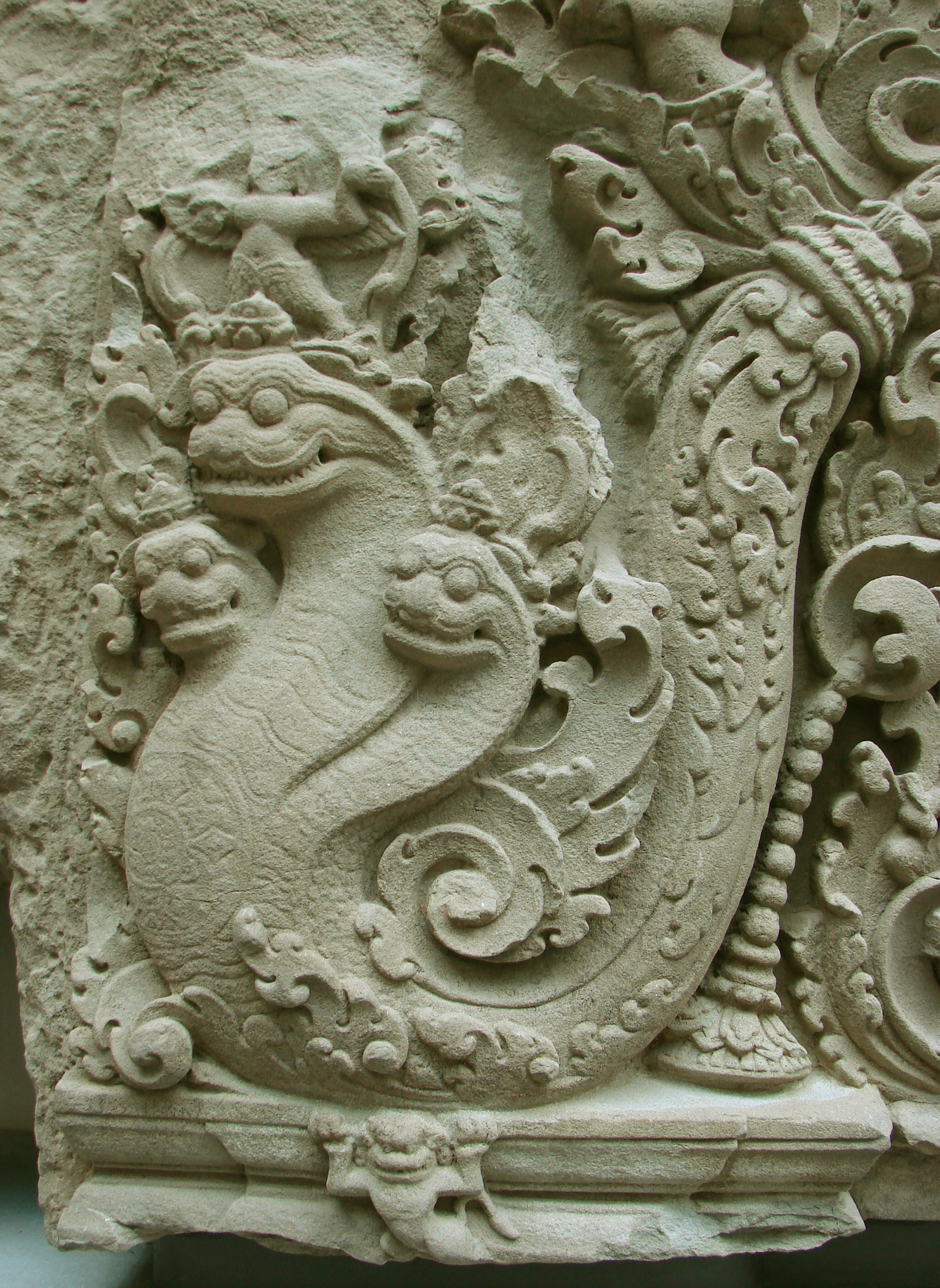
Nâga d'Angkor (Cambodge), musée Guimet, Paris.

Les nâgas sont des créatures de la mythologie hindoue représentés comme des serpents à plusieurs têtes, généralement trois, cinq, sept ou neuf.

## Anthroposophie
Rudolf Steiner explique qu'une tête correspond au corps éthérique et qu'une corne correspond au corps physique correspondant. Les quatre premières têtes sont celles du tétramorphe (taureau, lion, aigle, Homme).[réf. nécessaire] Les trois autres têtes apparaîtront si l'homme ne se spiritualise pas. Les quatre têtes du tétramorphe ont chacune une corne. Les trois dernières têtes ont chacune deux cornes (une masculine et une féminine). Ainsi, la Bête à sept têtes et dix cornes de l'Apocalypse symbolise l'homme qui aura refusé l'impulsion christique.[réf. nécessaire]

## Traditions populaires
La Bête à sept têtes est une figuration classique du dragon dans plusieurs contes populaires.

### Afrique du Nord
- Dans la mythologie berbère, le dragon féminin à sept têtes, Talafsa, contrôle l'eau d'une région et ne la donne qu'en échange du sacrifice annuel d'une jeune fille[2].

- La Bête à sept têtes est un conte de Libye, « version libyenne du conte égyptien des deux frères »[3].

### Europe et cultures occidentales

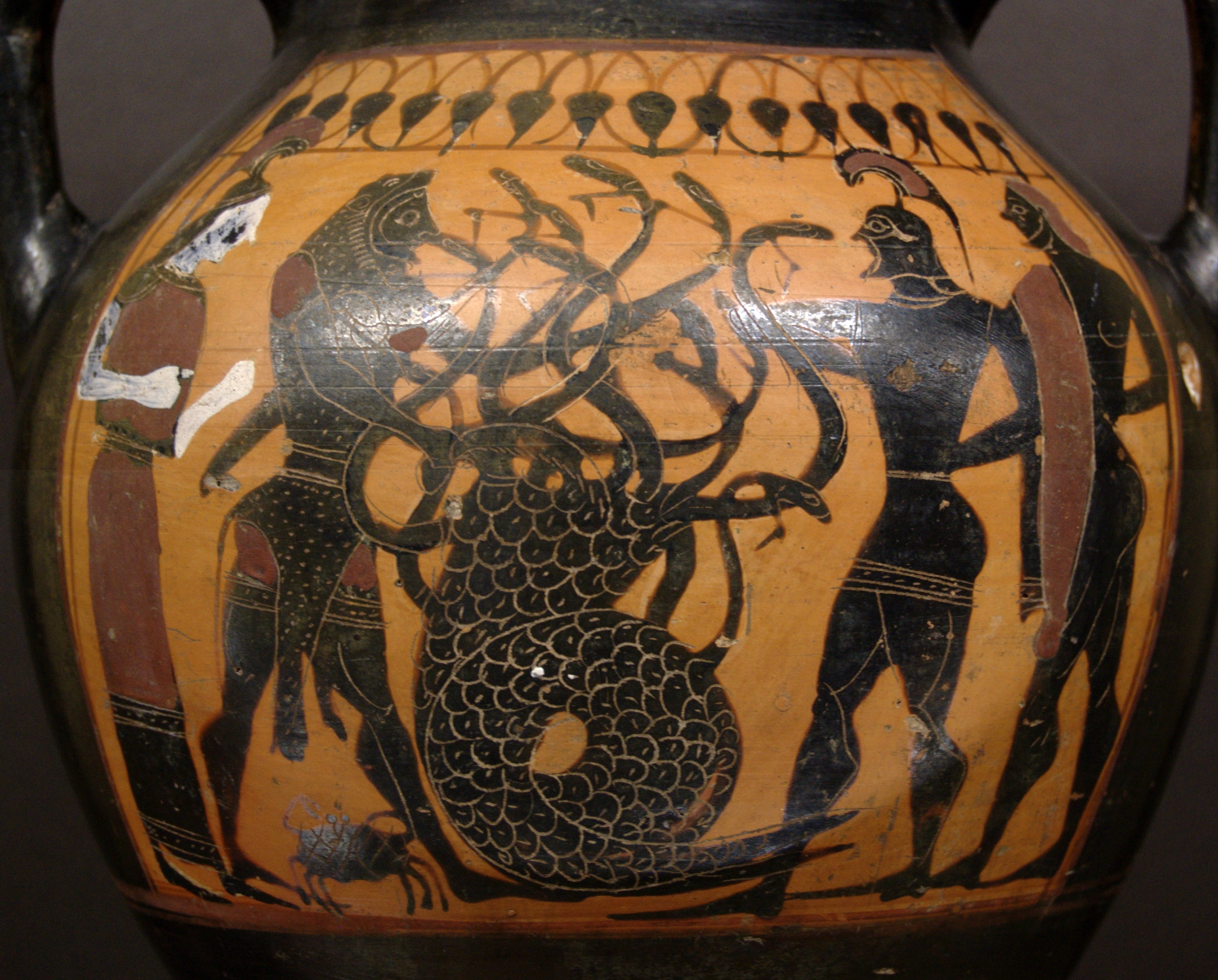
Héraclès et l'hydre de Lerne, amphore attique à figures noires, v. 540-530 av. J.-C., musée du Louvre.

- L'hydre de Lerne est un monstre à plusieurs têtes de la mythologie grecque. Il semble que le nombre de têtes de cet animal fabuleux n'était pas fixé à sept.

- La Bête à sept têtes est un conte du Bourbonnais[4].

- La Bête à sept têtes est un conte de Mauricie[5].

- Le conte Ti-Jean et le cheval blanc, conte de la Beauce ayant pour héros Ti-Jean, héros par excellence des contes du Canada français, évoque aussi la Bête à sept têtes[6].

- La mythologie basque fait une grande place au Herensugue[7], qui est un serpent à sept têtes.

### Iconographie
- Dürer, le dragon à sept têtes et la bête aux cornes de bélier.